# Виборчий округ 191
Виборчий округ 191 — виборчий округ в Хмельницькій області. В сучасному вигляді був утворений 28 квітня 2012 постановою ЦВК №82 (до цього моменту існувала інша система виборчих округів). Окружна виборча комісія цього округу розташовується в будівлі Дитячо-юнацької спортивної школи за адресою м. Старокостянтинів, вул. Острозького, 43.
До складу округу входять місто Старокостянтинів, Віньковецький, Деражнянський, Летичівський, Старокостянтинівський і Старосинявський райони. Виборчий округ 191 межує з округом 189 на північному заході, з округом 190 на півночі, з округом 67 на північному сході, з округом 13 на сході, з округом 14 на південному сході, з округом 193 на півдні, з округом 192 на південному заході та з округом 188 на заході. Виборчий округ №191 складається з виборчих дільниць під номерами 680066-680104, 680257-680312, 680664-680713, 680715, 680890, 680892-680893, 680896-680899, 680901-680905, 680907-680915, 680917-680919, 680922-680934, 680936-680944, 680946-680950, 680952-680958, 680960-681011, 681409-681418 та 681420-681426.

## Народні депутати від округу
| Ім'я                     | Фото | Партія         | Скликання | Дата набуття повноважень | Дата припинення повноважень |
| ------------------------ | ---- | -------------- | --------- | ------------------------ | --------------------------- |
| Бондар Віктор Васильович |      | самовисуванець | 7-ме      | 12 грудня 2012           | 27 листопада 2014           |
| Бондар Віктор Васильович |      | самовисуванець | 8-ме      | 27 листопада 2014        | 29 серпня 2019              |
| Бондар Віктор Васильович |      | самовисуванець | 9-те      | 29 серпня 2019           |                             |

## Результати виборів

### Парламентські

#### 2019
Кандидати-мажоритарники:
- Бондар Віктор Васильович (самовисування)
- Потапова Марина Валеріївна (Слуга народу)
- Співак Олександр Михайлович (самовисування)
- Бойко Михайло Дмитрович (самовисування)
- Кравчук Юрій Миколайович (Свобода)
- Артеменко Віктор Володимирович (Голос)
- Пономарьов Сергій Вікторович (Опозиційна платформа — За життя)
- Дубовик Олег Віталійович (самовисування)
- Шпак Микола Васильович (самовисування)
- Мартинюк Лілія Володимирівна (самовисування)
- Бондар Алла Василівна (самовисування)
- Афанасьєв Олександр Вікторович (самовисування)
- Бойко Антоніна Олександрівна (самовисування)
- Решетняк Оксана Іванівна (Опозиційний блок)

#### 2014
Кандидати-мажоритарники:
- Бондар Віктор Васильович (самовисування)
- Москаль Денис Денисович (Блок Петра Порошенка)
- Кольгофер Оксана Вікторівна (самовисування)
- Мельничук Микола Степанович (самовисування)
- Хитрук Ігор Вікторович (Народний фронт)
- Кравчук Юрій Миколайович (самовисування)
- Афанасьєв Олександр Вікторович (Самопоміч)
- Бондар Віктор Іванович (самовисування)
- Теленько Богдан Петрович (Батьківщина)
- Пономарьов Сергій Вікторович (самовисування)
- Дерикот Микола Васильович (самовисування)
- Мурза Валерій Григорович (самовисування)
- Чайковський Михайло Євгенович (самовисування)
- Починок Андрій Миколайович (самовисування)
- Безкоровальний Володимир Іванович (самовисування)
- Слободянюк Віталій Борисович (самовисування)
- Островський Олександр Олексійович (Сильна Україна)
- Люшенко Ігор Васильович (самовисування)
- Кліщ Віктор Васильович (Зелені)

#### 2012
Кандидати-мажоритарники:
- Бондар Віктор Васильович (самовисування)
- Дерикот Микола Васильович (Партія регіонів)
- Мурза Валерій Григорович (Батьківщина)
- Шпак Василь Федорович (Народна партія)
- Гнатюк Микола Григорович (УДАР)
- Корнійчук Ігор Володимирович (Комуністична партія України)
- Шпак Василь Володимирович (самовисування)
- Чиж Іван Сергійович (самовисування)
- Бондар Віктор Григорович (самовисування)
- Слободянюк Віталій Борисович (самовисування)
- Притула Михайло Михайлович (Політична партія малого і середнього бізнесу України)

## Явка
Явка виборців на окрузі: